# Hong Rengui
Hong Rengui (洪仁貴) fut un des chefs de la Révolte des Taiping, qui ébranla la Chine des Qing au milieu du XIXe siècle, de 1851 à 1864.
Il fut nommé Roi de Yong (勇王) par Hong Xiuquan, le Roi céleste des Taiping dans la seconde phase de la révolte.